# Kensington Market

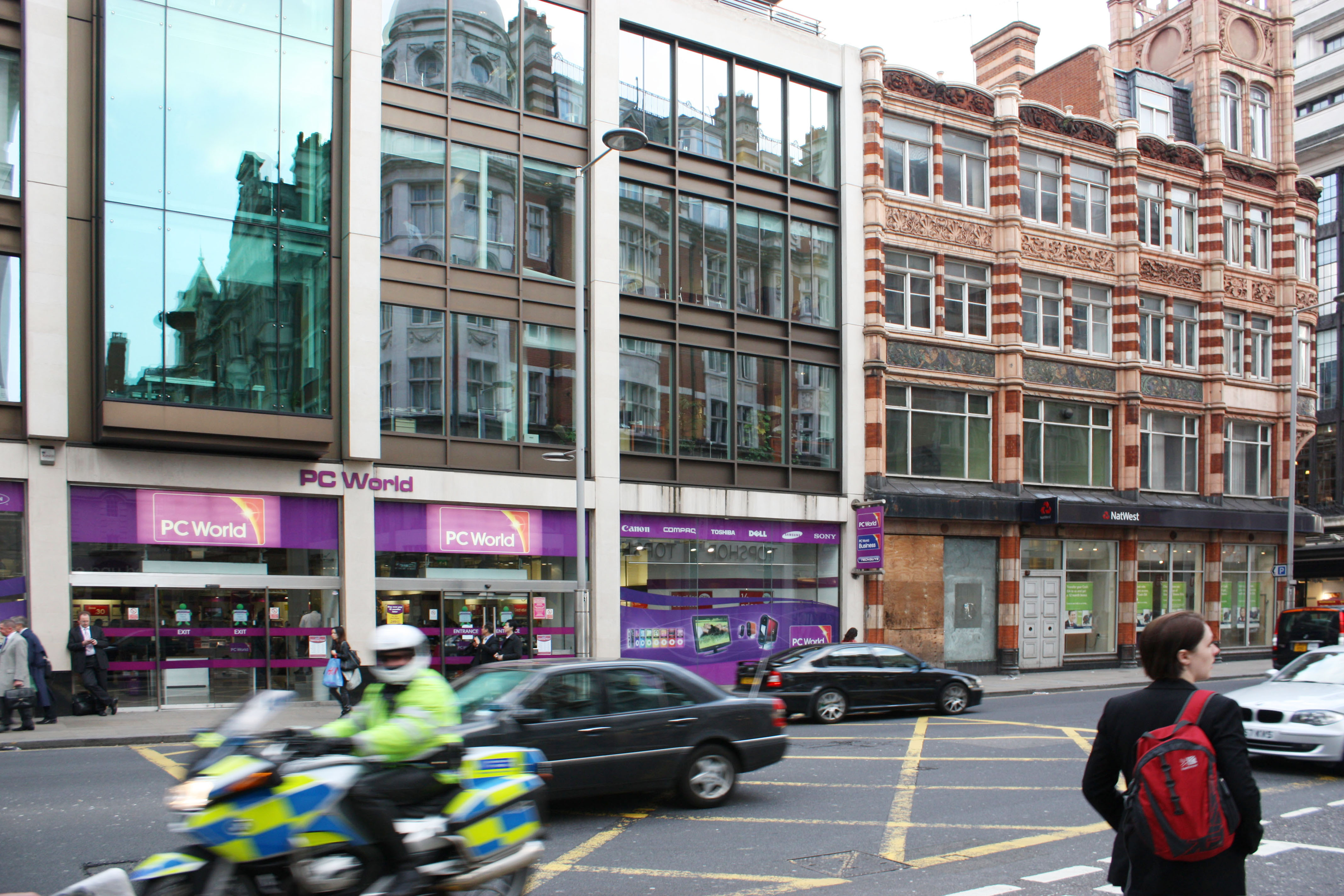
PC World på Kensington High Street 2010

Kensington Market (Ken Market, Kenny Market) var en unik inomhusmarknad på tre våningar från 1967 till den 31 mars  2000, och låg på Kensington High Street 49–53 i stadsdelen Kensington i London W8 5EG.
Marknaden riktade sig i första hand till de unga människor som var alternativt mode- och musikintresserade. 
Kensington Market inrymde både kläd- och skivbutiker, biljard- och spelhall, konstgallerier, caféer, frisörer och tatuerare i så kallade stall. Interiören var spartansk och delvis byggd som en labyrint. De flesta stallen var svartmålade, och golvet på nedre plan var sicksackmönstrat i svart och vitt. Rökning var tillåten, och lukten av cigaretterna blandades med dofterna från läder, afghanpälsar och patchoulirökelser. Freddie Mercury och Roger Taylor arbetade för Alan Mair Boots på första våningen, innan de slog igenom med sin grupp Queen. Byggnaden revs 2001. PC World är etablerade i den nya fastigheten.
I mindre skala fanns även inomhusmarknaden The Great Gear Market på King's Road i stadsdelen Chelsea, som revs under 1980-talet. Flera av företagen hade stall på båda marknaderna. Mitt emot Kensington Market låg inomhusmarknaden Hyper Hyper, som var den exklusiva motsvarigheten till Kensington Market. I nedre botten flyttade några av företagen från The Great Gear Market in, efter rivningen av kvarteret på King's Road.
Kensington Market förvaltades av Atlantic Estates, som även hade hand om The Great Gear Market, Hyper Hyper, Camden Market och klubben Electric Ballroom.

## Butiker/stall (ett urval)
| - Ad Hoc - Alphabet - American Retro - Artificial Eye - Boy - Caroline Walker - Children of Vision - Classic Clothing - European Sun - Exotique - Fetisch or Die - Flying down to Rio | - Flyng Records - Hollow Hills - John Crancher - Johnsons - Kim West - LA 1 - Outlaw - Planet Alice - Pure Sex - PW Forte - Rachel Auburn - Rancho Deluxe | - Red Balls on Fire - Red or Dead - Redneck - Review - Rock Lobster - Rock-a-cha - Sex & Glamour - Sign of the Times - Spirit - Squat-rock - Strip - Sweet Charity | - Synthetic Milk - The Regal - Thunder Pussey - UK Today - Wendy's - Western Styling - Wilde Ones - Xtremes - XXX - Ya-Ya |